# Manzie Johnson
Manzie Isham Johnson (* 19. August 1906 in Putnam in Connecticut; † 9. April 1971 in New York) war ein US-amerikanischer Jazz-Schlagzeuger.

## Leben
Johnson lernte Klavier und Violine, bevor er zum Schlagzeug wechselte. Er wurde 1924 bei Willie Grant in Small's Paradise in New York bekannt und arbeitete in der Folge mit June Clark, Fats Waller und Freddie Johnson, bevor er von 1931 bis 1936 bei Don Redman engagiert war. Im weiteren Verlauf seiner Karriere spielte er bei vielen Stationen, da er alle Stile beherrschte; so gibt es Aufnahmen mit Putney Dandridge, Benny Morton, Jelly Roll Morton, Willie Bryant und Sidney Bechet. Außerdem spielte er mit Fletcher Henderson, Louis Armstrong, Red Allen und aushilfsweise bei Duke Ellington und Jimmie Lunceford.
Während des Zweiten Weltkrieges leistete er Militärdienst und kehrte anschließend ins Musik-Business zurück, in dem er als versierter Session- und Bandmusiker guten Ruf genoss.